# 3860 Plovdiv
För andra betydelser, se Plovdiv (olika betydelser).
3860 Plovdiv eller 1986 PM4 är en asteroid i huvudbältet som upptäcktes den 8 augusti 1986 av den belgiske astronomen Eric W. Elst och den bulgariska astronomen Violeta G. Ivanova vid Rozhen-observatoriet. Den är uppkallad efter den bulgariska staden Plovdiv.
Asteroiden har en diameter på ungefär 12 kilometer och den tillhör asteroidgruppen Gefion.